# Élections législatives de 1863 dans la Somme
Les élections législatives françaises de 1863 se déroulent les 31 mai et 14 juin 1863. Dans le département de la Somme, cinq députés sont à élire dans le cadre de cinq circonscriptions.

## Contexte

### Députés sortants
| Circonscription                 | Nom                       |  | Parti        | Groupe              |
| ------------------------------- | ------------------------- |  | ------------ | ------------------- |
| 1re circonscription (Amiens)    | Cosme Cosserat            |  | Bonapartiste | Majorité dynastique |
| 2e circonscription (Abbeville)  | Roger-Adrien de Riencourt |  | Bonapartiste | Majorité dynastique |
| 3e circonscription (Péronne)    | Henri Conneau             |  | Bonapartiste | Majorité dynastique |
| 4e circonscription (Montdidier) | Édouard de Morgan         |  | Bonapartiste | Majorité dynastique |
| 5e circonscription (Doullens)   | Jean-Baptiste Randoing*   |  | Bonapartiste | Majorité dynastique |

## Résultats

### Résultats au niveau départemental
| Parti          | Parti                  | Premier tour   | Premier tour | Sièges |
| Parti          | Parti                  | Voix           | %            | Sièges |
| -------------- | ---------------------- | -------------- | ------------ | ------ |
|                | Candidats officiels    | 101 017        | 80,24        | 5      |
|                | Opposition orléaniste  | 9 303          | 7,39         |        |
|                | Conservateurs libéraux | 6 811          | 5,41         |        |
|                | Républicains radicaux  | 4 608          | 3,66         |        |
|                | Droite monarchiste     | 3 964          | 3,15         |        |
|                | Divers                 | 164            | 0,13         |        |
|                |                        |                |              |        |
| Inscrits       | Inscrits               | Inscrits       | 164 723      | 100,00 |
| Abstention     | Abstention             | Abstention     | 33 946       | 20,61  |
| Votants        | Votants                | Votants        | 130 777      | 79,39  |
| Blancs et nuls | Blancs et nuls         | Blancs et nuls | 4 880        | 3,73   |
| Exprimés       | Exprimés               | Exprimés       | 125 897      | 96,27  |

### 1recirconscription  (Amiens)
Député sortant : Cosme Cosserat (Bonapartiste)
| Candidat       | Candidat        | Parti          | Premier tour | Premier tour |
| Candidat       | Candidat        | Parti          | Voix         | %            |
| -------------- | --------------- | -------------- | ------------ | ------------ |
|                | Cosme Cosserat* | Bonapartiste   | 24 921       | 97,64        |
|                | Henri Calluaud  | Libéral        | 439          | 1,72         |
|                | Adolphe Bertron | Parti humain   | 164          | 0,64         |
|                |                 |                |              |              |
| Inscrits       | Inscrits        | Inscrits       | 42 117       | 100,00       |
| Abstention     | Abstention      | Abstention     | 12 787       | 30,36        |
| Votants        | Votants         | Votants        | 29 330       | 69,64        |
| Blancs et nuls | Blancs et nuls  | Blancs et nuls | 3806         | 12,98        |
| Exprimés       | Exprimés        | Exprimés       | 25 524       | 87,02        |

Député élu : Cosme Cosserat (Bonapartiste)

### 2ecirconscription  (Abbeville)
Député sortant : Siège vacant à la suite du décès de Roger-Adrien de Riencourt (Bonapartiste)
| Candidat       | Candidat       | Parti          | Premier tour | Premier tour |
| Candidat       | Candidat       | Parti          | Voix         | %            |
| -------------- | -------------- | -------------- | ------------ | ------------ |
|                | Joseph Sénéca  | Bonapartiste   | 16 799       | 72,50        |
|                | Henri Calluaud | Libéral        | 6 372        | 27,50        |
|                |                |                |              |              |
| Inscrits       | Inscrits       | Inscrits       | 29 420       | 100,00       |
| Abstention     | Abstention     | Abstention     | 5 574        | 18,95        |
| Votants        | Votants        | Votants        | 23 846       | 81,05        |
| Blancs et nuls | Blancs et nuls | Blancs et nuls | 675          | 2,83         |
| Exprimés       | Exprimés       | Exprimés       | 23 171       | 97,17        |

Député élu : Joseph Sénéca (Bonapartiste)

### 3ecirconscription  (Péronne)
Député sortant : Henri Conneau (Bonapartiste)
| Candidat       | Candidat       | Parti               | Premier tour | Premier tour |
| Candidat       | Candidat       | Parti               | Voix         | %            |
| -------------- | -------------- | ------------------- | ------------ | ------------ |
|                | Henri Conneau* | Bonapartiste        | 20 355       | 81,54        |
|                | Ernest Hamel   | Républicain radical | 4 608        | 18,46        |
|                |                |                     |              |              |
| Inscrits       | Inscrits       | Inscrits            | 31 112       | 100,00       |
| Abstention     | Abstention     | Abstention          | 6 033        | 19,39        |
| Votants        | Votants        | Votants             | 25 079       | 80,61        |
| Blancs et nuls | Blancs et nuls | Blancs et nuls      | 116          | 0,46         |
| Exprimés       | Exprimés       | Exprimés            | 24 963       | 99,54        |

Député élu : Henri Conneau (Bonapartiste)

### 4ecirconscription  (Montdidier)
Député sortant : Édouard de Morgan (Bonapartiste)
| Candidat       | Candidat            | Parti          | Premier tour | Premier tour |
| Candidat       | Candidat            | Parti          | Voix         | %            |
| -------------- | ------------------- | -------------- | ------------ | ------------ |
|                | Édouard de Morgan*  | Bonapartiste   | 19 714       | 83,26        |
|                | Gustave de Vigneral | Légitimiste    | 3 964        | 16,74        |
|                |                     |                |              |              |
| Inscrits       | Inscrits            | Inscrits       | 28 454       | 100,00       |
| Abstention     | Abstention          | Abstention     | 4 624        | 16,25        |
| Votants        | Votants             | Votants        | 23 830       | 83,75        |
| Blancs et nuls | Blancs et nuls      | Blancs et nuls | 152          | 0,64         |
| Exprimés       | Exprimés            | Exprimés       | 23 678       | 99,36        |

Député élu : Édouard de Morgan (Bonapartiste)

### 5ecirconscription  (Doullens)
Député sortant : Jean-Baptiste Randoing (Bonapartiste)
| Candidat       | Candidat                      | Parti          | Premier tour | Premier tour |
| Candidat       | Candidat                      | Parti          | Voix         | %            |
| -------------- | ----------------------------- | -------------- | ------------ | ------------ |
|                | Edmond Gressier               | Bonapartiste   | 19 228       | 67,39        |
|                | Charles De France d'Hésecques | Orléaniste     | 9 303        | 32,61        |
|                |                               |                |              |              |
| Inscrits       | Inscrits                      | Inscrits       | 33 620       | 100,00       |
| Abstention     | Abstention                    | Abstention     | 4 958        | 14,75        |
| Votants        | Votants                       | Votants        | 28 662       | 85,25        |
| Blancs et nuls | Blancs et nuls                | Blancs et nuls | 131          | 0,46         |
| Exprimés       | Exprimés                      | Exprimés       | 28 531       | 99,54        |

Député élu : Edmond Gressier (Bonapartiste)

### Élus
| Circonscription                 | Nom               |  | Parti        | Groupe              |
| ------------------------------- | ----------------- |  | ------------ | ------------------- |
| 1re circonscription (Amiens)    | Cosme Cosserat    |  | Bonapartiste | Majorité dynastique |
| 2e circonscription (Abbeville)  | Joseph Sénéca     |  | Bonapartiste | Majorité dynastique |
| 3e circonscription (Péronne)    | Henri Conneau     |  | Bonapartiste | Majorité dynastique |
| 4e circonscription (Montdidier) | Édouard de Morgan |  | Bonapartiste | Majorité dynastique |
| 5e circonscription (Doullens)   | Edmond Gressier   |  | Bonapartiste | Majorité dynastique |